# Marc Berthod

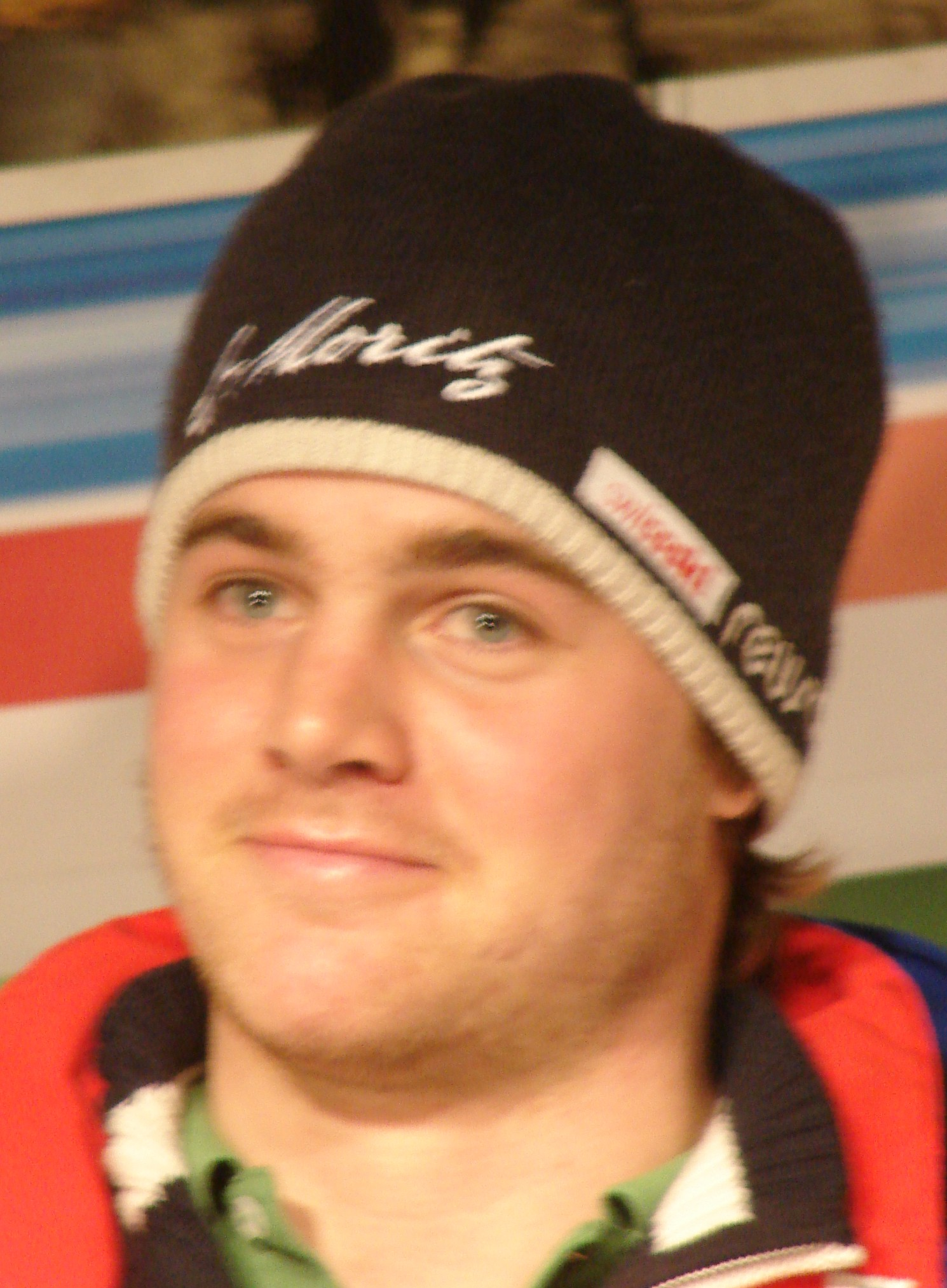
Marc Berthod

Marc Berthod född 24 november 1983 i Sankt Moritz, Schweiz är en alpin skidåkare.
Marc Berthod tog sin första världscuptitel i Abelboden i januari 2007 när han vann slalomen trots startnummer 60. Efter första åket låg han på 27 plats men lyckades åka snabbare än alla andra och vinna.

## Meriter

### VM
- 2007 brons i kombination